# 8089 Юкар
8089 Юкар (8089 Yukar) — астероїд головного поясу, відкритий 13 жовтня 1990 року.
Тіссеранів параметр щодо Юпітера — 3,515.
Названо на честь Юрія Васильовича Карачкіна, чоловіка астронома Людмили Карачкіної.